# Gérard Mourou
Gérard Albert Mourou (Albertville, 22 de junio de 1944) es un científico francés, pionero en el campo de la ingeniería eléctrica. En 2018 fue galardonado con el Premio Nobel de Física, junto con Arthur Ashkin y Donna Strickland, por sus «significativas invenciones en el campo de la física del láser».

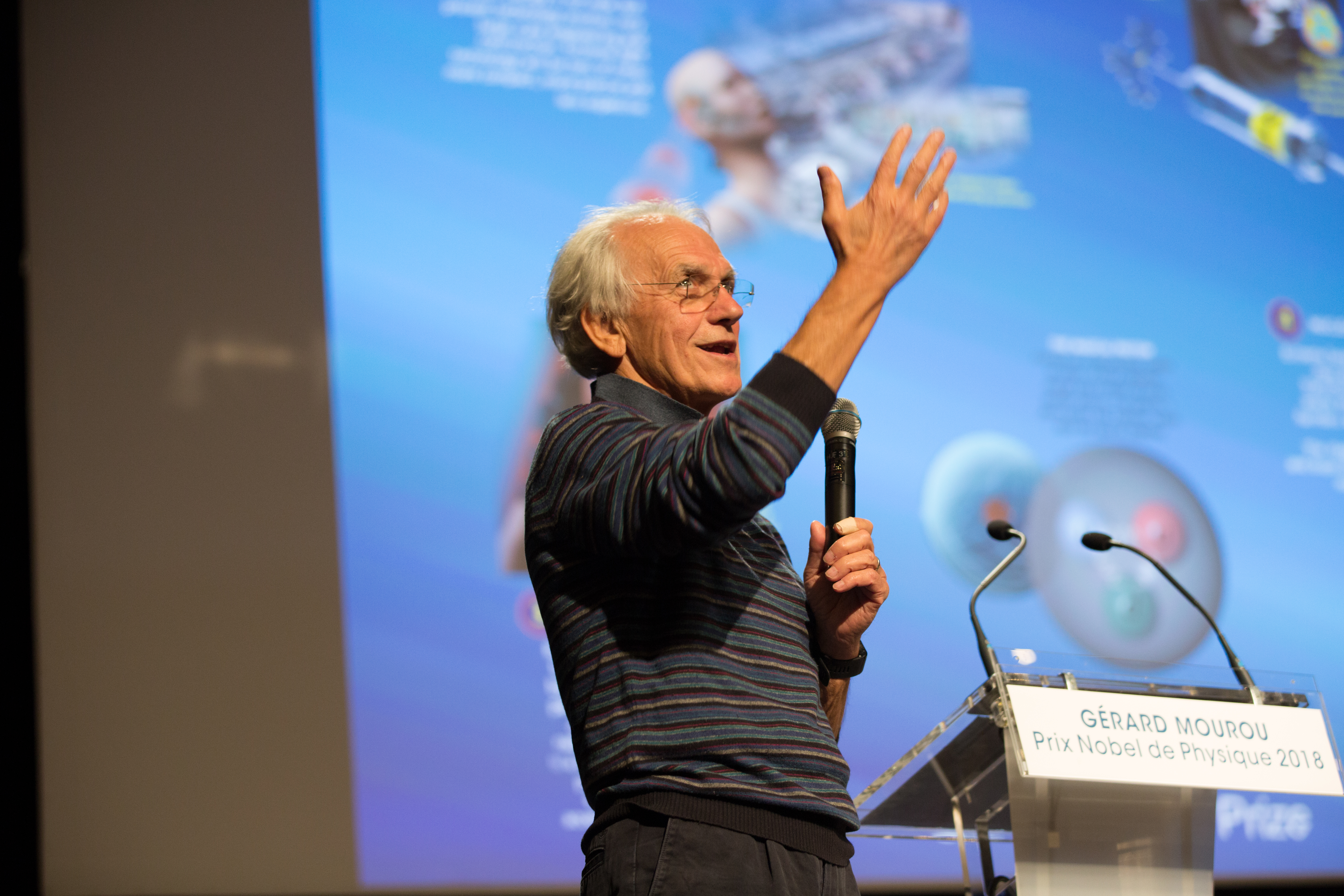
Ceremonia 2018 Premio Nobel

## Carrera
Mourou ha sido director del Laboratoire d'optique appliquée en la ENSTA de 2005 a 2009. Es profesor y miembro de Haut Collège en la École polytechnique y AD Moore Distinguished University Emérito de la Universidad de Míchigan, donde ha enseñado durante más de 16 años. Fue el director fundador del Centro de Ciencias Ópticas Ultrarrápidas de la Universidad de Míchigan en 1990. Anteriormente había dirigido un grupo de investigación en ciencias ultrarrápidas en el Laboratoire d'optique appliquée de ENSTA y École polytechnique, después de obtener un doctorado de Universidad Pierre y Marie Curie en 1973. Luego se fue a los Estados Unidos y se convirtió en profesor en la Universidad de Rochester en 1977, donde él y su entonces estudiante Donna Strickland produjeron su trabajo ganador del Premio Nobel en el Laboratorio de Energética Láser en la universidad. El par co-inventó la amplificación de pulso chirrido, un "método para generar pulsos ópticos ultracortos de alta intensidad". La tesis doctoral de Strickland fue sobre "el desarrollo de un láser ultrabrillante y una aplicación para la ionización de fotones múltiples". 
En la década de 2000, Mourou fue presentado por una compañía cinematográfica francesa en un video publicitario para Extreme Light Infrastructure (ELI). 
El 23 de noviembre de 2015, asistió a la Tercera Conferencia de Navidad celebrada en Bucarest. Su presentación se tituló Breaking Through The Unknown: Extreme light, Science to Art. Las conferencias anteriores fueron impartidas por Sir Thomas Kibble y Joseph Silk.

## Premio Nobel
El 2 de octubre de 2018, Mourou y Strickland fueron galardonados con el Premio Nobel de Física, junto con su trabajo conjunto en la amplificación de pulso chirrido. Compartieron la mitad del Premio, mientras que la otra mitad fue otorgada a Arthur Ashkin por su invención de "pinzas ópticas que agarran partículas, átomos, virus y otras células vivas con sus dedos de rayo láser".
Gérard Mourou durante la conferencia de prensa Nobel en Estocolmo, diciembre de 2018
Mourou y Strickland descubrieron que estirar un láser reduce su potencia máxima, que luego podría amplificarse enormemente utilizando instrumentos normales. Luego podría comprimirse para crear los láseres altamente potentes y de corta duración que buscaban. La técnica, que se describió en la primera publicación científica de Strickland, se conoció como amplificación de pulso chirriado (CPA). Probablemente no sabían en ese momento que sus herramientas permitirían estudiar fenómenos naturales de formas sin precedentes. El CPA también podría, por definición, usarse para crear un pulso láser que solo dura un attosegundo, una billonésima parte de una billonésima de segundo. En esas escalas de tiempo, se hizo posible no solo estudiar las reacciones químicas, sino lo que sucede dentro de los átomos individuales.
The Guardian y Scientific American proporcionaron resúmenes simplificados del trabajo de Strickland y Mourou: "allanó el camino para los rayos láser más cortos e intensos jamás creados". "Los rayos ultra breves y ultrafinos se pueden usar para realizar cortes extremadamente precisos, por lo que su técnica ahora se usa en el mecanizado con láser y permite a los médicos realizar millones de" cirugías oculares con láser correctivas ". El primer ministro canadiense, Justin Trudeau, reconoció los logros de Mourou y Strickland: "Su trabajo innovador se puede encontrar en aplicaciones que incluyen cirugía ocular correctiva, y se espera que tenga un impacto significativo en la terapia contra el cáncer y otras investigaciones físicas en el futuro".

## Polémica
Poco después de recibir el premio, levantó revuelo por un polémico vídeo de carácter sexista protagonizado por él.